# 五十嵐明 (野球)
五十嵐 明（いがらし あきら、1969年11月10日 - ）は、福島県いわき市出身の元プロ野球選手（投手）。

## 来歴・人物
平工業高では、1年秋に秋季県大会準決勝で先発したが延長12回の末にチームは敗退。1986年の春季県大会準決勝で先発したが敗れ、エースとして秋季県大会準決勝に進むが、作山和英、諸積兼司らのいた学法石川高に敗退。翌1987年は、春季県大会準々決勝の白河高戦で延長11回で22奪三振を記録。夏の県大会は南会津高戦で11連続奪三振を記録するなど活躍したが準々決勝で日大東北高に敗れる。
1987年のプロ野球ドラフト会議で日本ハムファイターズから4位で指名され入団。
一軍登板のないまま、1991年オフに、山中潔との交換トレードで中日ドラゴンズへトレードで移籍。1992年はウエスタン・リーグで11セーブポイントを記録し最優秀救援投手となり、初めて一軍登板を果たすも一軍では結果を残せず、翌1993年オフに現役を引退。
1994年に日本ハムの打撃投手を務めた。

## 詳細情報

### 年度別投手成績
| 年 度    | 球 団    | 登 板 | 先 発 | 完 投 | 完 封 | 無 四 球 | 勝 利 | 敗 戦 | セ 丨 ブ | ホ 丨 ル ド | 勝 率 | 打 者 | 投 球 回 | 被 安 打 | 被 本 塁 打 | 与 四 球 | 敬 遠 | 与 死 球 | 奪 三 振 | 暴 投 | ボ 丨 ク | 失 点 | 自 責 点 | 防 御 率 | W H I P |
| -------- | -------- | ----- | ----- | ----- | ----- | -------- | ----- | ----- | -------- | ----------- | ----- | ----- | -------- | -------- | ----------- | -------- | ----- | -------- | -------- | ----- | -------- | ----- | -------- | -------- | ------- |
| 1992     | 中日     | 3     | 0     | 0     | 0     | 0        | 0     | 0     | 0        | --          | ----  | 30    | 5.2      | 7        | 3           | 7        | 0     | 0        | 3        | 2     | 0        | 10    | 10       | 15.88    | 2.47    |
| 通算:1年 | 通算:1年 | 3     | 0     | 0     | 0     | 0        | 0     | 0     | 0        | --          | ----  | 30    | 5.2      | 7        | 3           | 7        | 0     | 0        | 3        | 2     | 0        | 10    | 10       | 15.88    | 2.47    |

### 記録
- 初登板：1992年9月6日 対広島東洋カープ22回戦（ナゴヤ球場）、7回表に2番手で登板し2/3回を4失点

### 背番号
- 38 （1988年 - 1991年）
- 43 （1992年 - 1993年）
- 97 （1994年）